# Neurony zbrodni
Neurony zbrodni – powieść fantastycznonaukowa autorstwa Lucyny Penciak wydana w 1980 roku w serii Fantazja–Przygoda–Rozrywka Krajowej Agencji Wydawniczej. Okładkę książki zaprojektował Waldemar Andrzejewski.
Utwór został negatywnie oceniony przez większość krytyków. Marek Żelkowski w 2015 napisał, że powieść „dla wielu pokoleń stała się kwintesencją koszmarnej sf”.

## Fabuła
Pomian jest właścicielem starego batyskafu o nazwie „Polonia”. Gdy decyzją ciała wyższego jego sprzęt zostaje wycofany z eksploatacji, mężczyzna nie godzi się z takim obrotem sprawy i uprowadza go w głębiny. Tam natrafia na dziwną osadę, rządzoną przez związek „Zwycięzcy”. Ludzkość żyje ówcześnie w utopijnych Zjednoczonych Republikach Ziemskich, które podmorscy zbrodniarze chcą zniszczyć i przejąć władzę na Ziemi. Walczy z nimi młodzież zgromadzona w ogólnoświatowej organizacji „Sursum Corda”. Ostatecznie przestępców udaje się wyleczyć środkami farmakologicznymi.

## Historia powstania
W wywiadzie w „Czasie Fantastyki” redaktor prowadzący serii, Andrzej Wójcik twierdzi, że powieść została narzucona wydawnictwu – ukazała się dzięki temu, że autorka była przyjaciółką redaktorki z KAW, żony pułkownika Służby Bezpieczeństwa. Relację tę potwierdza Marek Oramus, pisząc: „tylko ktoś, kto nie zna kulis pojawienia się tej książki na rynku, może uznać ją za godną wspominania”.

## Analiza i odbiór
W roku jej wydania Izabella Stachelska pisząc dla „Poradnika Bibliotekarza”  napisała, że jest to „bardzo udany debiut”, „napisana jest łatwo i żywo”, a „autorka wykazuje wielką wyobraźnię, doskonale daje sobie radę z wizją techniki przyszłości, sprawnie prowadzi akcję”. Konstatuje, iż „książka będzie poczytna”. 
Poza opinią Stachelskiej, powieść została ostro potraktowana przez krytyków. Antoni Smuszkiewicz w 1982 pisał o niej jako o naiwnej powieści, rażącej „tanim, prymitywnym dydaktyzmem” i niestrawną moralistyką, przeznaczonej raczej dla dzieci – choć autor twierdzi, że książka „nie zadowoli z pewnością nawet dwunastolatka”. W późniejszym Leksykonie polskiej literatury fantastycznonaukowej, napisanym w 1990 wraz z Andrzejem Niewiadowskim, naukowiec nazwał ją „dydaktyczną, nieintencjonalnie groteskową historią”. 
W 1983 Leszek Bugajski, podobnie jak Smuszkiewicz, ocenił, że autorka „dość naiwnie fantazjuje” o społeczeństwie szczęśliwie utopijnym. 
W 1987 Oramus określił ją jako „płód na poły grafomański, na poły dezawuujący gatunek” i przedwczesny debiut, a także „potworek” (dodatkowo podkreślając to wykrzyknikiem „tfu, tfu”). Podał również ten właśnie tytuł jako argument na słabość serii „Fantazja–Przygoda–Rozrywka”, twierdząc, że „żaden z szanujących się wydawców nie opatrzyłby swoim znakiem takiego towaru”. 
W latach 2007 i 2009 Adam Mazurkiewicz, podając tekst jako przykład twórczości grafomańskiej, stawia tezę, że powieść była „osobliwą próbą powrotu do poetyki socrealistycznej”. Naukowiec określa także utwór mianem literatury „o znikomej wartości artystycznej” i „mimowiedzną groteską”. Podobnie jak Mazurkiewicz, w 2020 Bogdan Trocha uznał powieść za wpisującą się w nurt twórczości socrealistycznej. 
Konrad Walewski w artykule o polskiej fantastyce, napisanej na użytek anglojęzycznego czytelnika w 2011 dla The Encyclopedia of Science Fiction, opisuje powieść Penciak jako „raczej nieudaną utopię dla młodych dorosłych, której główną wadą jest socrealistyczny dydaktyzm”.
Marek Żelkowski w 2015 napisał, że powieść „do dzisiaj jest obśmiewana” i „dla wielu pokoleń stała się kwintesencją koszmarnej sf”.